# Florian Rexer

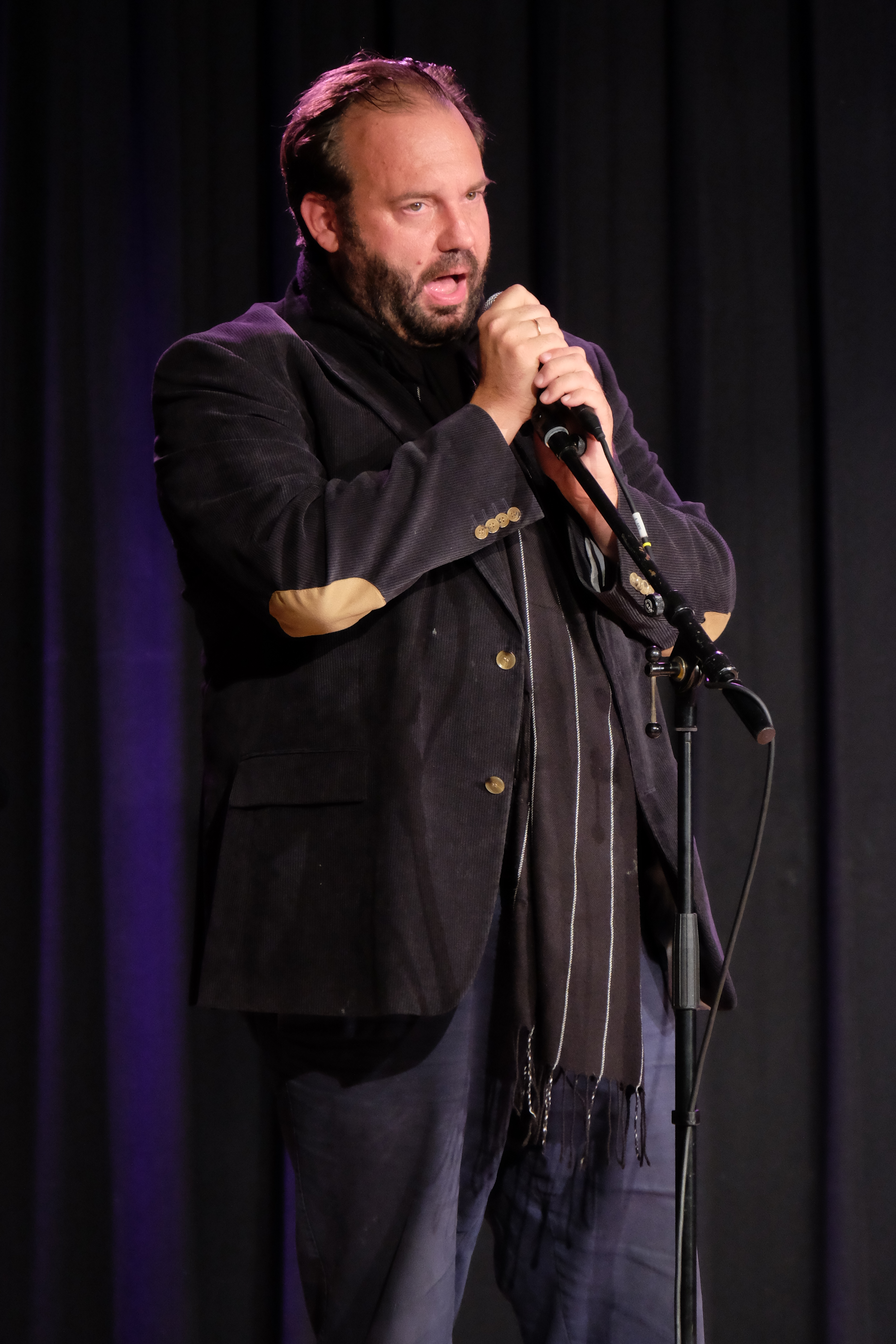
Florian Rexer, Kulturpreisverleihung 2018

Florian Dominik Rexer (* 8. April 1976 in Villingen-Schwenningen) ist ein deutsch-schweizer Schauspieler, Regisseur und Leiter der Schlossfestspiele Hagenwil bei Amriswil. Florian Rexer lebt in der Schweiz.

## Ausbildung
Nach dem Wirtschaftsgymnasium absolvierte Rexer 1996 eine private zweijährige Gesangsausbildung bei Professor Xander Hagen. Bis 2000 studierte er vier Jahre an der Freiburger Schauspielschule. Noch während der Ausbildung erhielt das Ensemble beim Internationalen Theaterfestival von Versailles 1998 mit Molières L'impromtude à Versailles den ersten Preis. Es folgte ein Engagement im Théâtre Déjazet in Paris in Molières Stück „Der Bürger als Edelmann“.

## Schauspieler und Regisseur
Rexer spielte bereits während seiner Ausbildung an den Kammerspielen im E-Werk (KIEW). 1999 folgte sein Debüt an der Württembergischen Landesbühne als Gerenot in Hebbels Nibelungen. Es folgten Engagements am Jungen Theater des Staatstheater Stuttgart, dem Theater im Zentrum in Stuttgart und dem Fränkischen Theater Schloss Maßbach. Er spielte mit zwei Landesbühnen an über 80 Spielorten in Bayern und Baden-Württemberg Rollen wie Monsieur Chasse in Monsieur Chasse oder wie man Hasen jagt, Brindsley Miller in der Komödie im Dunkeln, Florindo in Liebe macht erfinderisch, Stanley Kowalski in Endstation Sehnsucht, Begby in Trainspotting, Jago in Othello.
Rexer wurde Mitbegründer des Brandauer Ingenuus Ensembles in Zürich. 2002 wurde Florian Rexer an das Berliner Ensemble (BE) engagiert. Nach einer Assistenz bei Claus Peymann für (Die heilige Johanna der Schlachthöfe), arbeitete er von 2004 bis 2010 als Regieassistent am Theater St. Gallen. Rexers erste Regiearbeit war eine Inszenierung von Shakespeares sämtliche Werke – leicht gekürzt in einer eigenen Fassung, die von verschiedenen Theatern im deutschsprachigen Raum aufgegriffen wurde. 2007 übernahm Florian Rexer die Regieassistenz auch im Bereich am Musiktheater, Oper und Musical des Konzert & Theater St. Gallen. Er arbeitete mit Direktorin Franziska Severin und Operndirektor Peter Heilker. Er assistierte internationalen Meistern wie Hansjörg Hack, Denis Krief und Aron Stiehl. Er schrieb das Libretto neu zur Inszenierung des musikalischen Werkes: „Die stumme Serenade“ von Erich Wolfgang Korngold und spielte bei der Inszenierung des Werkes 2008/09 selbst mit.
Im Herbst 2011 inszenierte Rexer das Theaterstück „A kind of Alaska“ von Harold Pinter (St. Gallen, Bern, Zürich). Der Schweizer Komponist Marcel Saegesser erweiterte dieses Bühnenwerk durch seine Komposition „Sumpf I und II.“  Das Patronat dieser Produktion übernahm der Schweizer TV-Moderator Marco Fritsche.

## Veranstalter und Conferencier
2008 gründete Florian Rexer die Event-Agentur Feierwerk und veranstaltete Abende u. a. mit Ralph Morgenstern, Walter Andreas Müller, Andreas Thiel und Sophie Berner. Im selben Jahr wurde Florian Rexer Gastdozent für Freie Rede, Lampenfiebertraining und Kommunikation an der Universität Tobler in Bern und am IAP – Institut für angewandte Psychologie in Bern.
Gemeinsam mit Psychologin Patricia Fent leitete er seit 2008 das KOMIN-Kommunikationsinstitut St. Gallen.
2009 entstand unter seiner Veranstaltungsregie und Organisation die Unternehmung Dinnerevents.ch. Professionelle Schauspieler gestalten internationale Abende in deutscher, englischer, französischer und russischer Sprache unter Rexers Regie.
Zusammen mit dem Sohn des Filmkomponisten Klaus Doldinger, Nicolas Doldinger (Das Boot, Die unendliche Geschichte) erarbeitet Rexer ein Programm für das Traditions Grand Hotel Suvretta House in St. Moritz 2012 zu dessen 100. Geburtstag.
Am 16. April 2011 inszenierte er im Schloss Hangenwil die erste „Comedy Hochzeit“: Das Publikum nimmt an einem imaginären Hochzeitsfest mit Nachtessen teil, das unter Mitwirkung von Schauspielern nach dem üblichen Strickmuster von Hochzeits-Darbietungen abläuft (Mitwirkung: Michael Kobi, Luzia Bonilla, Bigna Körner, Doris Haudenschild nebst Corinne Sutter und andere). Weitere Dinnerevents lauten: Tatortdinner, Mafiadinner, Höfisches Dinner, Gruseldinner.
Am 1. August 2022 hielt er in der Stadt Bischofszell als gebürtiger Deutscher und eingebürgerter Schweizer die Rede zum Schweizer Bundesfeiertag.

## Festspielleitung
2010 wurde Florian Rexer Künstlerischer Leiter der Schlossfestspiele Schloss Hagenwil am Bodensee. 2010 inszenierte er „Cyrano der Bergerac“ in der Hauptrolle mit Julian Weigend (Lammbock, Schimanski). 2011 inszenierte er das Stück „Der Diener zweier Herren“ und „Der Froschkönig“. Als Diener konnte er den Schweizer Schauspieler Livio Cecini verpflichten. Beide Stücke wurden zweimal verlängert, so wie auch alle folgenden Festspiele: 2012 inszenierte Florian Rexer das Molière-Stück „Der eingebildete Kranke“ und „Rumpelstilzchen“. Als „Kranker“ wurde der bekannte Schweizer Schauspieler, Komiker und Radiomoderator Walter Andreas Müller verpflichtet. Es folgten:
- 2013 Heinrich von Kleist, „Der zerbrochne Krug“, sowie „Rapunzel“, Kinder- und Hausmärchen der Brüder Grimm
- 2014 William Shakespeare, „Romeo und Julia“, sowie „Das tapfere Schneiderlein“, Kinder- und Hausmärchen der Brüder Grimm
- 2015 Oscar Wilde, „Ernst sein ist alles oder Bunbury“, sowie „Der gestiefelte Kater“, Kinder- und Hausmärchen der Brüder Grimm
- 2016 Nikolai Gogol, „Der Revisor“, sowie „Schneewittchen“, Kinder- und Hausmärchen der Brüder Grimm
- 2017 Friedrich Dürrenmatt, „Die Physiker“, sowie „Die Bremer Stadtmusikanten“, Kinder- und Hausmärchen der Brüder Grimm
- 2018 Eugène Labiche, „Die Affäre Rue de Lourcine“, sowie „Tischlein deck dich“, Kinder- und Hausmärchen der Brüder Grimm
- 2019 Joseph Kesselring, „Arsen und Spitzenhäubchen“, sowie „Aschenputtel“, Kinder- und Hausmärchen der Brüder Grimm
- 2020 Jeremias Gotthelf, „Die schwarze Spinne“, sowie „Der Zauberer von Oz“ von Lyman Frank Baum
- 2021 Carlo Goldoni, „Mirandolina“ (italienisch: "La locandiera", die Wirtin) Komödie, sowie „Des Kaisers neue Kleider“, Kunstmärchen von Hans Christian Andersen
- 2022 Heinrich von Kleist, „Amphitryon“ Tragikomödie[3], sowie „Frau Holle“, Kinder- und Hausmärchen der Brüder Grimm
- 2023 Agatha Christie, „Mord im Orient-Express“ Krimi-Bühnenfassung von Ken Ludwig, sowie „Dornröschen“, Kinder- und Hausmärchen der Brüder Grimm
- 2024 João Estevão Weiner Bethencourt, „Der Tag, an dem der Papst gekidnappt wurde“ Komödie mit Walter Andreas Müller in der Hauptrolle, sowie „Hänsel und Gretel“, Kinder- und Hausmärchen der Brüder Grimm

## Solo Programm
Seit 2015 tritt Florian Rexer mit seinem Solo-Programm „Der Götti“ auf.
Ab 2017 präsentiert er sein zweites Solo Programm: „Mein Götti – der Vierte Teil der Trilogie“. Regie führte Paul Steinmann, der am Programm mitgearbeitet hat.
Am 21. Februar 2019 startete sein drittes Soloprogramm "Fettnäpfchen" in der Stuhlfabrik Herisau. Seit April 2024 tritt er in seinem vierten Soloprogramm auf: "REXERSIZE – vom Telefonanieren und dem kaputten Yoga Hund".

## Wintertheater und Theater ohne Bühne
Am 11. Februar 2016 eröffnete in Amriswil das Wintertheater mit dem Märchen „Der Froschkönig im Thurgau“. Regie führte Florian Rexer, der gleichzeitig Initiant des Theaters ist und die künstlerische Leitung des Theaters übernimmt.
Am 15. Dezember 2019 startete das Wintertheater eine Schweizer Tournee mit "Oli Twist", eine von Florian Rexer inszenierte und von ihm geschriebene Bühnenadaption des Gesellschaftsromans "Oliver Twist" von Charles Dickens. Zusammen mit professionellen Schauspielern spielten 33 Kinder mit, nämlich in den Hauptrollen sechs Kinderschauspieler in Mehrfachbesetzung sowie rund ein Dutzend Kinderstatisten. Noch während der Pandemie fand ab 15. Dezember 2021 ein weiteres von Florian Rexer erschaffenes Kindertheater statt: "P. Pan" als Adaption von Peter Pan des schottischen Schriftstellers J. M. Barrie, und zwar mit einer Schauspielerin in der Hauptrolle. Es spielten 20 Kinder zusammen mit professionellen Schauspielern. Für die Fechtszenen bedurfte es einer besonderen Choreographie. Ab 20. Dezember 2023 fand ein weiteres Kindertheater statt: Eine Bearbeitung von Der Glöckner von Notre-Dame des französischen Schriftstellers Victor Hugo, wiederum zusammen mit professionellen Schauspielern und rund 20 Kindern.
Florian Rexer entwickelte ein „Theater ohne Bühne“, wobei ein Bus der Postauto-Betriebe bespielt wird. Es handelt sich um eine Stadtführung der anderen Art, wobei der Bus in einer Stadt verschiedene Stationen anfährt, die als Spielorte für das Theaterstück „VerschwindiBUS“ dienen. Das Stück wurde unter anderem auch in Bern gespielt.

## Musical
Florian Rexer übernahm 2017 die Regie zum Musical „Gotthelf – Das Musical“, das am 14. Dezember 2017 Premiere im Dreispitz Sport- und Kulturzentrum von Kreuzlingen feierte und innert weniger Tage ausverkauft war. Die Autoren Charles Lewinsky (Text) und Markus Schönholzer (Musik) wohnten der Premiere bei, nebst der Festspielleitung der Thunerseespiele, wo 2011 die Welturaufführung des Werks stattfand.

## Eidgenössischer Nationalfeiertag auf dem Rütli 2019
Zur offiziellen Bundesfeier 2019 auf der Rütliwiese realisierte Florian Rexer ein Tellspiel mit dem Titel "Tell – frech & schnell". Gespielt hat sein junges Schauspielensemble. Musikalisch umrahmt wurde es von der Stadtharmonie Amriswil, den Castello Sängern und dem Coro Tricolore. An der Bundesfeier der Stadt Amriswil wurde das Stück sodann zwei Mal wiederholt.

## Auszeichnungen
Mit dem Programm als „Götti“ erhielt Florian Rexer 31. Oktober 2015 den Jurypreis sowie den 2. Publikumspreis des Swiss Comedy Award.
In „Who is who“ kürte die Thurgauer Zeitung als Kulturschaffenden Florian Rexer zum fünften Mal in Folge seit 2014 zu den hundert wichtigsten Persönlichkeiten des Kantons Thurgau. Das Unternehmermagazin „Leader“ wählte ihn im November 2015 zu den 140 wichtigsten Persönlichkeiten der Ostschweiz. 2018 wurde er im gleichen Magazin erneut gewählt, dieses Mal zu den 250 wichtigsten Persönlichkeiten der Ostschweiz. Am 2. Oktober 2018 erhielt er den Kulturpreis der Stadt Amriswil. Im Jahr 2023 gewann er zusammen mit Andreas Müller den Ostschweizer Kulturwettbewerb "Ratartouille", der von der Kulturstiftung Thurgau mit Fr. 100'000,00 dotiert ist.